# Aleurolobus jullieni
Aleurolobus jullieni là một loài côn trùng cánh nửa trong họ Aleyrodidae, phân họ Aleyrodinae.
Aleurolobus jullieni được Cohic miêu tả khoa học đầu tiên năm 1968.